# ハーラン・ストーン
ハーラン・フィスク・ストーン（英: Harlan Fiske Stone、1872年10月11日 - 1946年4月22日）は、アメリカ合衆国の法律家。1925年から1941年までアメリカ合衆国最高裁判所の副裁判官、その後1941年から死去するまでアメリカ合衆国最高裁判所長官を務めた。また、1924年から1925年にかけて、アマースト大学の同窓生のカルビン・クーリッジ大統領の下で米国司法長官を務めた。
彼の最も有名なことばは、「裁判所は統治能力を持っていると想定されなければならない唯一の政府機関ではない」である。

## 生涯
ニューハンプシャー州チェスターフィールド生まれのストーンは、コロンビア・ロー・スクール修了後、ニューヨークで法律の仕事をした。その後、コロンビア・ロー・スクールの学部長およびサリバン＆クロムウェル（Sullivan & Cromwell）のパートナーとなった。第一次世界大戦中、彼は良心的兵役拒否者の誠実さを評価する戦争局の調査委員会に参加した。 1924年には、カルビン・クーリッジ大統領により検事総長に任命された。ストーンは、ウォレン・ハーディング大統領の政権下で発生したいくつかのスキャンダルの余波を受けて司法省の改革を図った。また、ストーンは大企業に対して何件か独占禁止法の訴訟を起こした。
1925年、クーリッジは、ジョセフ・マッケナ陪席判事の後任としてアメリカ合衆国連邦最高裁判所陪席判事にストーンを指名し、ほとんど反対されることなく上院の承認を得た。タフト法廷において、ストーンは司法による拘束と立法意思への服従を呼びかけるためにホームズ陪席判事とブランダイス陪席判事に加わった。ヒューズ法廷においては、ストーン、ブランダイス、そしてカードーゾ陪席判事は、大抵は投票によってニューディールの合憲性を支持する三銃士と呼ばれる自由主義ブロックを結成した。米国対ダービーランバー社および米国対キャロレンプロダクツ社における彼の多数派意見は、司法監視の基準を形成する上で影響力があった。
1941年、フランクリン・ルーズベルト大統領は、チャールズ・エヴァンズ・ヒューズ最高裁判所長官の後任としてストーンを指名し、上院は即座にそれを承認した。